# La Rochette, Seine-et-Marne
La Rochette är en kommun i departementet Seine-et-Marne i regionen Île-de-France i norra Frankrike. Kommunen ligger i kantonen Melun-Sud som tillhör arrondissementet Melun. År 2022 hade La Rochette 3 919 invånare.

## Befolkningsutveckling
Antalet invånare i kommunen La Rochette
| Referens: INSEE |